# Anne Villiers, contessa di Morton
Anne Villiers, contessa di Morton (1610 circa – 15 dicembre 1654), è stata una nobildonna britannica nota per la sua bellezza, coraggio e lealtà verso la corona. Il Closet drama Cicilia and Clorinda scritto nella prima metà del XVII secolo fu dedicato a lei.

## Una monarchica devota
Anne Villiers nacque attorno al 1610 da Edward Villiers e Barbara St.John, uno dei fratellastri di suo padre era George Villiers, I duca di Buckingham il che la rendeva, bene o male, sua nipote. A sua volta Anne era zia di Elizabeth Villiers, amante di Guglielmo III d'Inghilterra e Barbara Palmer che era stata invece l'amante di Carlo II d'Inghilterra e che era stata creata dal re Duchessa di Cleveland.
Nell'aprile 1627 Anne sposò Robert Douglas, Signore di Dalkeith (morto 1649) che in seguito divenne l'ottavo Conte di Morton. Insieme i due ebbero almeno tre figli che raggiunsero l'età adulta:
- William Douglas, IX conte di Morton (morto 1681), che sposò Lady Griziel Middleton, una delle figlie di John Middleton, I conte di Middleton
- Anne Douglas
- Mary Douglas.

Quando nel 1644 nacque Enrichetta d'Inghilterra, figlia di Carlo I d'Inghilterra, Anne ne divenne la madrina e durante la Guerra civile inglese, quando la bambina aveva sì e no un mese, venne lasciata alle sue cure.
Nell'aprile del 1646 trovandosi sotto l'assedio dei Roundhead fu costretta a spendere somme di denaro proprie per poterla mantenere, si rifiutò anche di portarla al St. James's Palace ed insistette per farla arrivare in Francia dove si sarebbe riunita alla madre Enrichetta Maria di Borbone-Francia. Dopo aver travestito se stessa e la bambina come contadine Anne si diresse a Dover per poi salpare verso la Francia, pare che durante il viaggio Anne fosse sul punto di scoprire le loro identità commentando, innocentemente, che non era avvezza ad indossare abiti tanto logori. Comunque arrivarono sane e salve sul suolo francese e la sua azione non mancò di essere notata o apprezzata, poco dopo venne a mancare suo suocero ed ella, per via del marito, divenne la Contessa di Morton.
Nonostante tutti gli sforzi che madre e figlia fecero per convertire Anne al Cattolicesimo ella rimase una fervente protestante e rimase comunque in Francia quale governante di Enrichetta fino alla morte del marito. Tornata quindi in patria morì ella stessa per un attacco di febbre mentre si trovava in Scozia il 15 dicembre 1654.
Per molti anni Anne fu legata da una profonda amicizia con Edward Hyde, I conte di Clarendon, un cugino acquisito con il matrimonio, tanto che le lettere a volte sembrano suggerire un sentimento più intenso della semplice amicizia. Il loro rapporto si interruppe bruscamente e in circostanze poco chiare quando ella lo accusò di stare interferendo nei suoi progetti matrimoniali per la figlia maggiore con grande sofferenza da parte di Hyde.. A lungo si parlò per Anne di un secondo matrimonio con John Berkeley, I barone Berkeley di Stratton che non ebbe mai luogo forse per l'interferenza di Hyde che aveva litigato con l'aspirante marito. Hyde ebbe comunque cara la memoria di Anne e forse per questo nutriva tanta acredine verso la nipote di lei Barbara Villiers forse ritenendo poco tollerabile che un membro della famiglia di Anne vi spargesse sopra l'ombra del disonore. L'acredine fu comunque reciproca perché anche Barbara remò contro di lui con lo scopo di privarlo del proprio potere.